# Boa Viagem
Boa Viagem est une ville brésilienne de l'État du Ceará. Sa population était estimée à 52 071 habitants en 2006. La municipalité s'étend sur 2 837 km2.

## Maires
| Période | Période | Identité                          | Étiquette  | Qualité |
| ------- | ------- | --------------------------------- | ---------- | ------- |
| 2009    | 2016    | Fernando Antônio Vieira Assef     | PSDB       |         |
| 2017    | 2020    | Aline Cavalcante Vieira           | PR         |         |
| 2021    |         | José Carneiro Dantas Filho, Régis | Solisarité |         |